# Panau stenoptera
Panau stenoptera is een vlinder uit de familie van de Houtboorders (Cossidae). De wetenschappelijke naam van deze soort is voor het eerst voorgesteld als Xyleutes stenoptera door Walter Karl Johann Roepke in een publicatie uit 1957.

## Verspreiding
De soort komt voor in de Andamanen, Vietnam, Maleisië en Indonesië (Sumatra, Java).

## Ondersoorten
- Panau stenoptera stenoptera (Roepke, 1957)
- Panau stenoptera sumatrana (Roepke, 1957)
  - = Xyleutes stenoptera sumatrana Roepke, 1957
  - = Panau sumatrana (Roepke, 1957)